# Zamia amblyphyllidia
Zamia amblyphyllidia és una espècie de gimnosperma de la divisió Cycadophyta, família Zamiaceae, coneguda popularment a Puerto Rico com marunguey. El seu tronc pot tenir un diàmetre de 4 a 10 cm i les fulles poden arribar a mesurar fins a 1,5 m de llarg, les seves fulles són perennes. Es troba Cuba, Jamaica i Puerto Rico i és una planta amenaçada per la pèrdua del seu hàbitat.